# 俏妞報到 (第三季)
《俏妞報到》第三季（英語：New Girl Season 3）由伊莉莎白·梅莉薇瑟開創，在2013年9月17日至2014年5月6日間於FOX首播，全季共23集。故事著眼於年輕人的兩性議題，講述古靈精怪的潔絲，在和尼克、施密特與溫斯頓成為室友後，與閨蜜西西等五人展開探索群集單身生活之戀愛與職涯成長的生活趣事。
本季於2013年3月4日獲得續訂，並在2014年3月7日續訂第4季。

## 演員陣容

### 主要演員
- 柔伊·黛絲香奈 飾演 “潔絲”卡·克里斯多佛·戴伊
- 傑克·約翰森 飾演 “尼克”拉斯·米勒
- 麥斯·格林菲爾德 飾演 施密特
- 雷默恩·莫里斯（英语：Lamorne Morris） 飾演 溫斯頓·畢夏普
- 漢娜·席夢 飾演 “西西”莉雅·帕雷克

### 特別客串
- 小戴蒙·韋恩斯 飾演 教練
- 王子 飾演 自己

### 常設演員
- 潔美·李·寇蒂斯 飾演 瓊恩
- 琳達·卡迪林尼 飾演 艾碧·戴伊
- 約翰·洛維茲 飾演 費格林
- 梅里特·韦弗 飾演 伊莉莎白
- 本·法爾科內 飾演 麥克
- 安吉拉·金賽（英语：Angela Kinsey） 飾演 蘿絲
- 潔西卡·查芬（英语：Jessica Chaffin） 飾演 博蒂
- 詹姆斯·法蘭奇維爾（英语：James Frecheville） 飾演 巴斯特
- 柯蒂斯·阿姆斯壯（英语：Curtis Armstrong） 飾演 艾倫·福斯特
- 瓊恩·黛安·拉斐爾（英语：June Diane Raphael） 飾演 莎蒂
- 布賴恩·波森（英语：Brian Posehn） 飾演 生物老師
- 史提夫·阿吉（英语：Steve Agee） 飾演 戴夫
- 拉爾夫·安 飾演 川恩

## 集數
| 總集數 | 集數 （季） | 標題                         | 導演                | 編劇                              | 首播日期       | 製作 代碼 | 美國收視人數 （百萬） |
| --- | ----------- | ---------------------------- | ------------------- | --------------------------------- | -------------- | --------- | --------------------- |
| 50 | 1           | 豁出去 All In                | 馬克斯·溫克勒       | 伊莉莎白·梅莉薇瑟                 | 2013年9月17日  | 3ATM01    | 5.53                  |
| 潔絲與尼克回到家門口時，開始對兩人的感情生活感到疑慮，加上施密特與溫斯頓的存在，讓兩人決定暫時離開公寓。施密特正苦惱著該選擇西西還是伊莉莎白，由於聯絡不上尼克，於是他決定和溫斯頓討論自己的歸宿。潔絲與尼克開著車來到了墨西哥，而尼克希望能與潔絲一直常居於墨西哥。施密特決定選擇伊莉莎白，但在與西西見面後，施密特無法輕易放下西西，因此展開腳踏兩條船的生活。溫斯頓誤以為施密特已經放棄了西西，正打算安慰西西時，才發現施密特劈腿，而為了幫助施密特掩蓋事實，溫斯頓被西西誤會是個橫刀奪愛的變態，這讓溫斯頓對施密特極度憤怒，而斷絕與施密特的朋友關係。潔絲和尼克混入渡假村，結果尼克被識破而遭拘留，因此潔絲緊急趕回洛杉磯向施密特與溫斯頓求救。當潔絲等三人重返墨西哥後，他們試圖找到尼克，而尼克為了能與潔絲長長久久，打算毀掉護照好與潔絲在墨西哥展開全新人生，但潔絲認為沒有了施密特與溫斯頓在旁，兩人關係就像缺少了重要的一環，並希望尼克可以與自己回到洛杉磯，去克服及面對感情中的難題。 客串：梅里特·韦弗 飾演 伊莉莎白、哈姆基·馬戴拉 飾演 加布瑞爾 |             |                              |                     |                                   |                |           |                       |
| 51 | 2           | 書子 Nerd                    | 弗瑞德·高斯         | 凱·卡農                           | 2013年9月24日  | 3ATM02    | 4.04                  |
| 潔絲成為柯立芝中學教師後，她仍然未能交到朋友，因此她設法融入人氣的教師群中。施密特仍為腳踏兩條船一事煩惱，而他邀請西西出席公司的聚餐，殊不知，貝絲刻意向伊莉莎白提起公司聚餐一事，這讓施密特不知所措。尼克決定幫助潔絲融入教師群，但施密特卻認為尼克應該保護好潔絲。溫斯頓決定與黛西認真交往，然而在黛西同意的當下，他卻發現黛西似乎另有其他男人。莫莉等教師喜歡對福斯特惡作劇，而潔絲決定加入他們，這讓尼克相當驚訝，並要求潔絲喊停，但潔絲因沉浸在融入人氣教師群中而不願聽取尼克的建議。溫斯頓對黛西劈腿一事耿耿於懷，而打算殺死黛西的貓，但他最終未能下手，同時，他亦決定放下黛西。施密特雖然成功躲過劈腿揭露的緊張時刻，但這也讓他開始反省自己的作為，另一方面，潔絲了解到尼克保護自己的意義，並決定不再執著於融入莫莉等教師群中。 客串：卓琳瑪·沃克 飾演 莫莉、梅里特·韦弗 飾演 伊莉莎白、伊娃·阿穆里 飾演 貝絲、柯蒂斯·阿姆斯壯 飾演 福斯特博士、馬克·普洛克夏 飾演 丹、布蘭達·宋 飾演 黛西、安吉拉·金賽 飾演 蘿絲                                        |             |                              |                     |                                   |                |           |                       |
| 52 | 3           | 四人約會 Double Date         | 馬克斯·溫克勒       | 拉夫·羅克                         | 2013年10月1日  | 3ATM03    | 3.85                  |
| 潔絲、尼克、施密特與西西打算來個四人約會，而溫斯頓也打算加入四人。西西發現施密特的舉止怪異，而懷疑施密特吸毒，因此潔絲要尼克去向施密特了解，然而施密特向尼克說出自己腳踏兩條船一事。尼克守不住秘密，而將施密特的事告訴了潔絲，這讓潔絲相當生氣，而逼迫施密特向西西坦白。施密特無法如實說出，而向西西謊稱尼克背叛了潔絲，這讓西西相當生氣而揍了尼克的下體。眼看紙包不住火的施密特，向西西坦承了一切，這著實傷了西西的心，而伊莉莎白在得知此事後亦與施密特分手。最後，落得兩頭空的施密特將不滿加諸於潔絲與尼克身上，並發誓要拆散兩人。 客串：梅里特·韦弗 飾演 伊莉莎白、艾莉絲·威特蘭 飾演 餐廳員工 |             |                              |                     |                                   |                |           |                       |
| 53 | 4           | 船長式 The Captain           | 弗瑞德·高斯         | J·J·菲爾濱                        | 2013年10月8日  | 3ATM04    | 3.96                  |
| 施密特刻意無意間的影響潔絲與尼克，讓兩人的關係漸漸走入怪異的岔路。溫斯頓決定在貓咪結紮前，為他找到合適的伴侶。潔絲與尼克識破施密特的伎倆後，尼克終於敞開心房，開始對潔絲訴說內心的感受，而施密特亦試著彌補自己的過錯。 客串：芮琪·琳達馮 飾演 凱莉 |             |                              |                     |                                   |                |           |                       |
| 54 | 5           | 債務箱 The Box               | 安迪·佛萊明         | 勞勃·羅索爾                       | 2013年10月15日 | 3ATM05    | 3.45                  |
| 尼克意外獲得了父親的遺產，瞬間擁有大筆鈔票的尼克便開始揮霍如土。施密特一心想要證明自己是個好人，但他將發現自己其實並不壞，只是他做了一些壞事，同時亦必須讓自己變得更好。潔絲看不下去尼克的理財觀念，因此暗中替尼克解決“債務箱”中的帳單，這讓尼克相當生氣，並認為潔絲侵犯了自己的隱私。 未登場：漢娜·席夢 飾演 西西 客串：約翰·洛維茲 飾演 拉比費格林、史提夫·阿吉 飾演 流浪戴夫、德瑞克·沃特斯 飾演 麥克、茱莉安·厄曼南蒂 飾演 艾琳、馬帝·安戈斯、琴芮·路易斯-戴維斯 飾演 姬莎 |             |                              |                     |                                   |                |           |                       |
| 55 | 6           | 基頓 Keaton                  | 大衛·卡辛堡         | 戴夫·芬克爾 布雷特·貝爾           | 2013年10月22日 | 3ATM06    | 3.74                  |
| 施密特在經歷分手後一蹶不振，在潔絲得知施密特母親與尼克相繼假扮成麥可·基頓與施密特通信，並因此成功讓施密特振作後，潔絲決定擔任此角色暗自和施密特通信。潔絲邀請西西參加萬聖節派對，為確保施密特不在場，潔絲等人利用基頓的身分支開施密特，殊不知，卻意外被施密特知情。施密特刻意假裝不知情，實則玩弄潔絲等人，然而在他得知原來真正的基頓從頭到尾都未曾與自己通信後，他了解到尼克對自己的重要性，同時亦打算搬出4D，入住4C，另一方面，西西亦不再選擇逃避，並正視自己的情傷。 |             |                              |                     |                                   |                |           |                       |
| 56 | 7           | 教練 Coach                   | 羅斯·艾爾索布魯克   | 大衛·菲尼                         | 2013年11月5日  | 3ATM07    | 3.85                  |
| 教練回到洛杉磯，打算與尼克等人一同狂歡，然而潔絲卻對尼克打算跟隨教練前往脫衣舞孃酒吧感到在意，而尼克在教練面前刻意表現出大男人的個性亦讓潔絲感到生氣。為了報復尼克，西西慫恿潔絲找來對自己有意思的咖啡廳老闆亞提，好讓尼克吃醋，殊不知，一切卻進展太快，導致潔絲不知該如何收拾。尼克和施密特都想離開酒吧，同時打算捍衛自己與潔絲的感情，這戳中了教練的傷心處，並因憶起情傷而開始崩潰。最後，尼克等男人幫決定學習長大，並成為成熟的男子，而潔絲與尼克亦確定了彼此的感情關係。 客串：泰·迪哥斯 飾演 亞提、小戴蒙·韋恩斯 飾演 教練 |             |                              |                     |                                   |                |           |                       |
| 57 | 8           | 菜單 Menus                   | 川特·歐當諾         | 麥特·法斯費爾德 艾力克斯·卡思博森 | 2013年11月12日 | 3ATM08    | 3.36                  |
| 潔絲試著說服福斯特替學生們舉辦海洋實地考察，但卻因金錢問題而被打回票。教練決定訓練尼克，讓尼克擁有健美身材、擺脫肥胖，同時亦打算藉此證明自己還能有所為、擺脫情傷。潔絲對中式餐廳不斷向公寓發送菜單一事感到不滿，認為此舉相當不環保，因此開始與餐廳老闆布萊恩的作為拉扯。施密特表面上很享受一人的獨居生活，實則非常想再次融入與4D室友們的生活，然而他卻從戴夫的提點中，意識到人都必須向前看。最後，尼克看著身為實踐者的潔絲與教練似乎都開始不抱期望並嘗試放棄後，他決定鼓舞兩人，讓兩人重新振作。 特別客串：小戴蒙·韋恩斯 飾演 教練 客串：賈斯汀·鍾 飾演 布萊恩、柯蒂斯·阿姆斯壯 飾演 福斯特博士、史提夫·阿吉 飾演 流浪戴夫 |             |                              |                     |                                   |                |           |                       |
| 58 | 9           | 漫漫長夜 Longest Night Ever  | 尼可拉斯·傑森納維克 | 萊恩·許                           | 2013年11月19日 | 3ATM09    | 3.26                  |
| 教練打算與西西約會，而施密特表面裝酷，實則非常在意。尼克了解施密特肯定會突然動歪腦筋，因此他打算與潔絲守著施密特，好阻止施密特做出後悔的事。溫斯頓決定重返情場，但卻處處碰壁，回到家的他，卻發現托尼克照顧的貓咪不見了，這讓他相當驚慌，使得尼克不得不留潔絲一人看管施密特。教練因尚面對情傷而不知該如何與西西相處，而其怪異及不禮貌的舉動讓西西相當受不了，在教練坦承自己內心的恐懼後，西西亦能體會教練的感受。潔絲決定帶著施密特前往酒吧，好讓施密特忘卻西西，然而施密特卻趁潔絲不注意時開溜。博蒂找到了溫斯頓的貓，而溫斯頓意外地與博蒂來電。潔絲找到施密特後，施密特要潔絲開車撞他，好阻止自己的破壞行動，最後，潔絲要施密特勇敢面對自己的感受，並試著放下對西西的執著。 特別客串：小戴蒙·韋恩斯 飾演 教練 客串：潔西卡·查芬 飾演 博蒂 |             |                              |                     |                                   |                |           |                       |
| 59 | 10          | 感恩節III Thanksgiving III   | 馬克斯·溫克勒       | 賈許·梅爾穆                       | 2013年11月26日 | 3ATM10    | 3.51                  |
| 教練發現尼克越來越沉浸在與潔絲的戀情中，因此提醒尼克必須要堅持自我，於是尼克決定放棄潔絲與自己原先的計畫，打算在感恩節當天至野外宿營。從未露營過的施密特上網查了有關宿營的知識後，自詡為露營之王，殊不知，教練曾是個童子軍並且深藏不露。尼克並未準備食物，而是打算打獵並採集野外蔬果食用，這讓大夥們相當傻眼。潔絲、溫斯頓與西西在採集不到可食蔬果的情況下，三人暗中前往超市，買來了許多蔬果，而尼克則捕到了一隻死魚。尼克戳破潔絲等人的謊言後，對大夥們感到失望，而潔絲為建立尼克的自信心而吃了死魚，這讓她感到噁心並在森林裡迷失。施密特對萬事通的教練感到有所敵意，而在教練坦承自己與西西的關係毫無進展後，施密特感到鬆了口氣，但也決定給予教練一些建議。潔絲感染了軍團病而開始胡言亂語，甚至還掉進尼克設下的陷阱，這讓大夥們相當緊張而設法救出潔絲。 特別客串：小戴蒙·韋恩斯 飾演 教練 |             |                              |                     |                                   |                |           |                       |
| 60 | 11          | 成為調酒師 Clavado En Un Bar | 艾瑞克·艾普爾       | 柏克里·強森                       | 2014年1月7日   | 3ATM11    | 3.20                  |
| 柯立芝中學因整修問題，使得教師與學生們被迫共用教室，這讓潔絲相當頭痛，同時，亦有人向潔絲提供博物館的工作職缺，這使潔絲相當苦惱，不知該不該轉換工作跑道，但擔任教職亦是潔絲一心想投入的夢想職。最後，潔絲在尼克與西西的提點下，意識到自己對教職的熱忱，而拒絕了博物館的工作，至於已邁入老模身分的西西開始於酒吧工作，溫斯頓則是辭掉了電台的工作，打算找尋自己內心所向的職業。 特別客串：小戴蒙·韋恩斯 飾演 教練 客串：柯蒂斯·阿姆斯壯 飾演 福斯特校長、布賴恩·波森 飾演 生物老師 |             |                              |                     |                                   |                |           |                       |
| 61 | 12          | 籃球 Basketsball             | 蘿倫·絲卡法莉亞     | 瑞貝卡·愛多曼                     | 2014年1月14日  | 3ATM13    | 3.24                  |
| 教練總是向朋友介紹潔絲為“朋友的女友”，這讓潔絲相當在意，因此設法成為教練的“朋友”。溫斯頓開始跟隨施密特好了解市場營銷的作業，同時，公司請來了年邁的男子艾德，並由施密特帶領他，殊不知，老奸巨猾的艾德竊取了施密特的點子，差點搶走施密特升遷的機會。潔絲假裝是底特律活塞隊的粉絲，好與教練建立起友情的橋梁，然而身為芝加哥公牛隊粉絲的尼克卻對此感到不滿，這讓潔絲與尼克掀起了性事妥協之戰。 特別客串：小戴蒙·韋恩斯 飾演 教練 客串：吉蓮·薇格曼 飾演 金姆、巴布·甘頓 飾演 艾德 |             |                              |                     |                                   |                |           |                       |
| 62 | 13          | 生日 Birthday                | 瑞奇·基恩           | 金·羅森史塔克                     | 2014年1月21日  | 3ATM12    | 3.75                  |
| 潔絲的生日到來，尼克決定給予潔絲驚喜，因此大夥們開始籌備生日驚喜派對。尼克並未計畫早上的活動，但潔絲卻相當期待與興奮，這讓尼克不知該如何是好。在教練強勢的態度下，溫斯頓開始與教練相互較勁，誓言不再擔任綠葉。西西替尼克代班，而麥克卻對尚不熟悉環境的西西咄咄逼人，所幸有施密特在旁協助西西。潔絲雖然嘴上表示自己不抱期望，但內心仍相當期待有生日驚喜，而在尼克不完美的計畫下，潔絲誤以為尼克真的沒有為自己的生日做安排，傷心地她，在獨自前往電影院觀賞電影時，卻發現尼克與大夥們為自己準備了一個超大的驚喜。 特別客串：小戴蒙·韋恩斯 飾演 教練 客串：潔美·李·寇蒂斯 飾演 瓊恩、本·法爾科內 飾演 麥克、安吉拉·金賽 飾演 蘿絲、潔西卡·查芬 飾演 博蒂、喬許·蓋德 飾演 熊爪、柯蒂斯·阿姆斯壯 飾演 福斯特校長、瓊恩·黛安·拉斐爾 飾演 莎蒂、史提夫·阿吉 飾演 流浪戴夫、拉爾夫·安 飾演 川恩、羅伯·萊納 飾演 鮑伯·戴伊 |             |                              |                     |                                   |                |           |                       |
| 63 | 14          | 王子 Prince                  | 弗瑞德·高斯         | 大衛·菲尼 勞勃·羅索爾             | 2014年2月2日   | 3ATM15    | 26.30                 |
| 潔絲與西西意外受邀參加著名歌星王子的派對，這讓兩人相當興奮。在送潔絲與西西上禮車後，尼克對潔絲脫口說出“我愛你”，然而慌張地潔絲卻未回應尼克，這讓情況變得相當尷尬。為了彌補尷尬的時刻，尼克一行人決定混入王子的派對，好取消尼克先前的情話。潔絲因害怕而未能輕易對尼克說出我愛你，此時王子現身，並決定引導潔絲。 特別客串：小戴蒙·韋恩斯 飾演 教練、王子 飾演 自己 客串：亞麗珊德拉·安布羅休 飾演 自己、安娜·碧翠茲·巴洛絲 飾演 自己、萊絲·瑞貝羅 飾演 自己 |             |                              |                     |                                   |                |           |                       |
| 64 | 15          | 前任 Exes                    | 艾力克斯·哈德卡索   | 妮娜·普卓德                       | 2014年2月4日   | 3ATM14    | 3.48                  |
| 尼克在市集巧遇凱羅蘭，卻不知該如何應對，因此潔絲要尼克好好與凱羅蘭談話，以解開心結，殊不知，尼克並未向凱羅蘭提起與潔絲的戀情，這讓凱羅蘭相當氣憤，認為尼克對自己不忠。施密特終於布置好居，而到此拜訪的溫斯頓與教練獲得了施密特新居的鑰匙。潔絲自認自己與某任前男友柏克利相處相當融洽，但尼克等人認為柏克利會與潔絲保持聯絡，是因為他仍對潔絲有意思。潔絲決定找來柏克利與尼克好好談話，以教導尼克如何應對凱羅蘭，然而凱羅蘭仍在氣頭上，且行為越來越瘋狂，同時，柏克利亦真的對潔絲情未了，這使情況越來越失控。溫斯頓與教練皆擅自帶來了伴侶到施密特家，而施密特亦約了女性至家中，這讓三人相當驚慌失措。尼克決定向凱羅蘭坦承一切，表示在潔絲入住的第一天，便愛上了潔絲，這讓潔絲相當驚喜，而凱羅蘭亦獲得兩人戀情終了的結果。 特別客串：小戴蒙·韋恩斯 飾演 教練 客串：亞當·布洛迪 飾演 柏克利、瑪莉·伊莉莎白·艾勒斯 飾演 凱羅蘭、潔西卡·查芬 飾演 博蒂、蒂芬妮·哈戴許 飾演 蕾絲莉、珍妮·梅莉爾 飾演 莎拉                                                             |             |                              |                     |                                   |                |           |                       |
| 65 | 16          | 姊妹 Sister                  | 馬克斯·溫克勒       | 麥特·法斯費爾德 艾力克斯·卡思博森 | 2014年2月11日  | 3ATM16    | 2.97                  |
| 潔絲的姐姐艾碧因偷竊而遭拘留，因此瓊恩要潔絲將艾碧保出來，而尼克非常想與艾碧見上一面，但礙於艾碧的行為，潔絲選擇對尼克說謊。溫斯頓與博蒂邀請大夥們至博蒂家用餐，然而因潔絲、尼克與施密特皆不克參加，使得確定出席的教練與西西相當尷尬。艾碧想與尼克見面，這讓潔絲非常為難，因此她分別向尼克與艾碧說謊，這讓尼克誤以為潔絲覺得他上不了臺面。尼克陪伴施密特參加拉比女兒瑞秋的成年禮，而施密特試圖支開拉比好成功吸引瑞秋的目光。西西與教練在晚餐時刻爭吵，而兩人發現彼此似乎並不適合，於是決定放下曖昧關係成為朋友。艾碧發現潔絲不希望自己留下後出走，而潔絲在追回艾碧後，了解到艾碧的心境，因此決定讓艾碧留下。 特別客串：小戴蒙·韋恩斯 飾演 教練 客串：潔美·李·寇蒂斯 飾演 瓊恩、約翰·洛維茲 飾演 拉比、潔西卡·查芬 飾演 博蒂、史提夫·阿吉 飾演 流浪戴夫、艾琳·瑞秋 飾演 瑞秋、琳達·卡迪林尼 飾演 艾碧 |             |                              |                     |                                   |                |           |                       |
| 66 | 17          | 姊妹II Sister II             | 比爾·普波           | 萊恩·許 拉夫·羅克                 | 2014年2月25日  | 3ATM17    | 2.84                  |
| 艾碧與大夥們相處融洽，然而這讓潔絲更加擔心，深怕艾碧會再度搞砸一切，因此她決定托尼克轉移艾碧的注意力，並暗中替艾碧找到新居處。因為艾碧的話語，讓溫斯頓害怕面對警察考試的結果，因此他開始選擇逃避。艾碧發現尼克舉止異常，因此套出潔絲希望她搬出去一事，而施密特與艾碧燃起火花，這讓尼克相當不知所措，而隱瞞潔絲此事。溫斯頓得知自己未通過警察考試，這讓他的心情相當低落，亦為找不到人生出路而苦惱，至於教練則鼓勵溫斯頓別輕言放棄。尼克受夠被眾多謊言包裹，因此向潔絲攤出所有事實，而潔絲亦決定向艾碧說出自己的想法，然而艾碧最終決定搬出4D，但她打算與施密特同居。 特別客串：小戴蒙·韋恩斯 飾演 教練 客串：傑克·勞佛 飾演 布洛克、羅德尼·圖 飾演 經理、蓋瑞特·達維斯 飾演 警察、琳達·卡迪林尼 飾演 艾碧 |             |                              |                     |                                   |                |           |                       |
| 67 | 18          | 姊妹III Sister III           | 傑伊·錢德拉薩卡     | 卡蜜拉·布萊凱特                   | 2014年3月4日   | 3ATM18    | 2.93                  |
| 潔絲相當嫉妒施密特與艾碧的關係能夠如此親近，因此試圖向大夥們證明她與尼克的關係亦相當緊密，於是她提議正式搬進尼克的房間與尼克同居。西西對艾碧仍有所警戒，因此決定攜手教練暗中調查艾碧，而知悉此事的施密特亦被西西影響。潔絲與尼克發現彼此都想要有個人空間，但卻不敢對對方說出口，而在尼克得知潔絲欺騙自己獨自入住飯店後，兩人才意識到彼此似乎太急於同居。艾碧在潔絲的鼓勵下，決定回到波特蘭與瓊恩同居省錢，以方便某日能夠獨立，殊不知，施密特為艾碧買下了一間店面導致破產，因此施密特搬回了4D並入住潔絲原先的房間，這讓潔絲與尼克不得不繼續與對方同居。 特別客串：小戴蒙·韋恩斯 飾演 教練 客串：康妮·索耶 飾演 老太太、琳達·卡迪林尼 飾演 艾碧 |             |                              |                     |                                   |                |           |                       |
| 68 | 19          | 向前衝 Fired Up              | 史提夫·威爾區       | 蘇菲亞·里爾                       | 2014年3月11日  | 3ATM19    | 2.48                  |
| 潔絲替教練爭取到擔任柯立芝中學體育教師的職位，而教練起初相當排斥，但在上班第一天後便愛上了教職。一名男子在施密特的店裡受傷，甚至還打算告施密特，這讓施密特不知所措，而尼克則出任施密特的律師。在教練的鼓勵下，潔絲勇敢向福斯特提出升遷的要求，而福斯特亦爽快的讓潔絲當上副校長。潔絲發現學校資金緊縮，因此福斯特要求潔絲將教練開除，這使潔絲相當為難。尼克利用詭計以其人之道還治其人之身，使原告求償無門，亦因此成功讓施密特脫離官司之災。潔絲意識到開除教練並不是她在擔任副校長時想做的事，因此決定讓教練重返職位，而在其他教師的幫助下，學校得以保住教練，亦能夠籌措資金。 特別客串：小戴蒙·韋恩斯 飾演 教練 客串：本·法爾科內 飾演 麥克、詹姆斯·法蘭奇維爾 飾演 巴斯特、麥特·普萊斯 飾演 比爾·伯克蘭、柯蒂斯·阿姆斯壯 飾演 福斯特校長、布賴恩·波森 飾演 生物老師、蘿莉·強森 飾演 書記官 |             |                              |                     |                                   |                |           |                       |
| 69 | 20          | 未來藍圖 Mars Landing        | 琳恩·薛爾頓         | 賈許·梅爾穆 妮娜·普卓德           | 2014年3月25日  | 3ATM20    | 2.49                  |
| 大夥們在狂歡一夜後，呈現宿醉狀態，而施密特、溫斯頓與教練巧遇美女新鄰居米雪兒與蘿莉，這使三人想方設法的接近她們。莎蒂的兒子一歲生日到來，身為教母的潔絲必須出席，然而宿醉的她與尼克談及未來的計畫，使兩人產生歧見。西西在酒醉時傳了許多怪異簡訊給巴斯特，這讓西西相當煩惱，但巴斯特的勇敢維持了兩人的關係。潔絲和尼克開始為未來生活的藍圖起爭議，這讓兩人意識到彼此似乎只有愛著對方這個共通點，看不見未來的兩人，最終選擇忍痛與對方分手。 特別客串：小戴蒙·韋恩斯 飾演 教練 客串：瓊恩·黛安·拉斐爾 飾演 莎蒂、亞歷珊卓·妲妲里奧 飾演 米雪兒、史蒂薇·尼爾森 飾演 蘿莉、詹姆斯·法蘭奇維爾 飾演 巴斯特 |             |                              |                     |                                   |                |           |                       |
| 70 | 21          | 大消息 Big News              | 史蒂芬·土田         | 柏克里·強森 金·羅森史塔克         | 2014年4月15日  | 3ATM21    | 2.19                  |
| 潔絲與尼克分手後相當尷尬，正當兩人準備將分手消息告知大夥們時，溫斯頓捎來獲錄取警校的好消息，為了不破壞溫斯頓的大日子，潔絲與尼克決定暫時隱瞞分手的事。尼克不小心告訴了教練分手的消息，而教練要尼克服用施密特的抗焦慮藥，以免在潔絲面前呈現出崩潰的狀態，使事態嚴重。西西打算考過GED考試，而施密特決定協助西西，擔任西西的家教。潔絲向瓊恩尋求慰藉，結果瓊恩卻比潔絲更加崩潰，於是潔絲不得已向西西求援，而西西要潔絲與尼克談談內心感受，但因尼克服用藥物而未顯得傷心，這使潔絲更加沮喪。借酒澆愁的潔絲最終崩潰，而尼克亦向潔絲吐露出內心的痛，這讓兩人的感受終於有了發洩。 特別客串：小戴蒙·韋恩斯 飾演 教練 客串：潔美·李·寇蒂斯 飾演 瓊恩 |             |                              |                     |                                   |                |           |                       |
| 71 | 22          | 舞會 Dance                   | 川特·歐當諾         | 瑞貝卡·愛多曼 萊恩·許             | 2014年4月29日  | 3ATM22    | 2.20                  |
| 潔絲籌辦了學校舞會，並試圖以此宣揚愛的永恆，然而，舞會當晚卻事發連連，甚至還有人刻意搞破壞。 特別客串：小戴蒙·韋恩斯 飾演 教練 客串：安吉拉·金賽 飾演 蘿絲、布賴恩·波森 飾演 生物老師、梅莉-查爾斯·瓊斯 飾演 溫蒂、梅森·庫克 飾演 湯米 |             |                              |                     |                                   |                |           |                       |
| 72 | 23          | 郵輪之旅 Cruise              | 伊莉莎白·梅莉薇瑟   | 拉夫·羅克 勞勃·羅索爾             | 2014年5月6日   | 3ATM23    | 2.40                  |
| 潔絲與尼克在戀愛時訂了郵輪之旅行程，在無法退費的情況下，他們邀請大夥們一起同行。潔絲與尼克參加了伴侶套餐行程，這讓兩人的愛苗滋長，慌張地兩人決定在這趟旅程中分開行動，使得大夥們得設法讓他們敞開心房，說出彼此內心的感受，並且確定兩人友誼的關係。最後，潔絲與尼克皆對他們的現況感到滿意，而為保持距離，潔絲搬回了自己的房間，至於施密特則和尼克再度成為同房室友。 特別客串：小戴蒙·韋恩斯 飾演 教練 客串：凱芮·肯尼-席爾佛 飾演 真·諾提斯船長、奧斯卡·努納茲 飾演 道格 |             |                              |                     |                                   |                |           |                       |

## 收視率
| 總集數 | 集數 | 標題           | 播出日期       | 收視／份額 （18–49歲） | 收視 （百萬） | DVR （18–49歲） | DVR收視 （百萬） | 加總 （18–49歲） | 總收視 （百萬） |
| ------ | ---- | -------------- | -------------- | ---------------------- | ------------- | --------------- | ---------------- | ---------------- | --------------- |
| 50     | 1    | 豁出去（All In）     | 2013年9月17日  | 2.9/8                  | 5.53          | 1.3             | TBD              | 4.2              | TBD             |
| 51     | 2    | 書呆子（Nerd）       | 2013年9月24日  | 2.1/6                  | 4.04          | 1.3             | TBD              | 3.4              | TBD             |
| 52     | 3    | 四人約會（Double Date）   | 2013年10月1日  | 1.9/5                  | 3.85          | 1.7             | 2.64             | 3.6              | 6.48            |
| 53     | 4    | 船長式（The Captain）     | 2013年10月8日  | 2.1/6                  | 3.96          | 1.5             | TBD              | 3.6              | TBD             |
| 54     | 5    | 債務箱（The Box）     | 2013年10月15日 | 1.8/5                  | 3.45          | 1.5             | TBD              | 3.3              | TBD             |
| 55     | 6    | 基頓（Keaton）       | 2013年10月22日 | 1.8/5                  | 3.74          | 1.5             | TBD              | 3.33             | TBD             |
| 56     | 7    | 教練（Coach）       | 2013年11月5日  | 2.0/5                  | 3.85          | 1.4             | TBD              | 3.4              | TBD             |
| 57     | 8    | 菜單（Menus）       | 2013年11月12日 | 1.7/5                  | 3.36          | 1.3             | TBD              | 3.0              | TBD             |
| 58     | 9    | 漫漫長夜（Longest Night Ever）   | 2013年11月19日 | 1.7/5                  | 3.26          | 1.4             | TBD              | 3.1              | TBD             |
| 59     | 10   | 感恩節III（Thanksgiving III）  | 2013年11月26日 | 1.9/5                  | 3.51          | 1.2             | 2.11             | 3.1              | 5.61            |
| 60     | 11   | 成為調酒師（Clavado En Un Bar） | 2014年1月7日   | 1.6/4                  | 3.20          | 1.5             | 2.43             | 3.1              | 5.63            |
| 61     | 12   | 籃球（Basketsball）       | 2014年1月14日  | 1.6/4                  | 3.24          | 1.1             | TBD              | 2.7              | TBD             |
| 62     | 13   | 生日（Birthday）       | 2014年1月21日  | 1.9/5                  | 3.75          | 1.3             | 2.05             | 3.2              | 5.81            |
| 63     | 14   | 王子（Prince）       | 2014年2月2日   | 11.4/27                | 26.30         | TBD             | TBD              | TBD              | TBD             |
| 64     | 15   | 前任（Exes）       | 2014年2月4日   | 1.6/4                  | 3.48          | 1.2             | 1.96             | 2.8              | 5.44            |
| 65     | 16   | 姊妹（Sister）       | 2014年2月11日  | 1.3/4                  | 2.97          | TBD             | TBD              | TBD              | TBD             |
| 66     | 17   | 姊妹II（Sister II）     | 2014年2月25日  | 1.4/4                  | 2.84          | 1.1             | TBD              | 2.5              | TBD             |
| 67     | 18   | 姊妹III（Sister III）    | 2014年3月4日   | 1.5/4                  | 2.93          | TBD             | TBD              | TBD              | TBD             |
| 68     | 19   | 向前衝（Fired Up）     | 2014年3月11日  | 1.3/4                  | 2.48          | 1.1             | TBD              | 2.4              | TBD             |
| 69     | 20   | 未來藍圖（Mars Landing）   | 2014年3月25日  | 1.2/4                  | 2.49          | 1.1             | TBD              | 2.5              | TBD             |
| 70     | 21   | 大消息（Big News）     | 2014年4月15日  | 1.2/3                  | 2.19          | TBD             | TBD              | TBD              | TBD             |
| 71     | 22   | 舞會（Dance）       | 2014年4月29日  | 1.1/3                  | 2.20          | 0.8             | TBD              | 1.9              | TBD             |
| 72     | 23   | 郵輪之旅（Cruise）   | 2014年5月6日   | 1.2/4                  | 2.40          | 1.0             | TBD              | 2.2              | TBD             |
| 平均   | 平均 | 平均           | 平均           | 1.6                    | 3.20          | 1.2             | 2.03             | 2.8              | 5.23            |

## 評價
本劇獲得電視評論家廣泛的好評。於爛番茄整合的評論中，本季獲得93%新鮮度、8.12/10分（14位評論家），評論家共識：「雖然屬於常見的情境喜劇類型，但《俏妞報到》藉聚焦有趣又真誠、看似不完美的角色帶來笑聲。」
評論家前十大電視節目排名
- No. 6　Complex（英语：Complex (magazine)）
- No. 10　每日野獸
- No. 6　奧馬哈世界先驅報（英语：Omaha World-Herald）
- No. 8　Paste（英语：Paste (magazine)）
- No. 9　TV.com

## 獎項
| 年度 | 大獎           | 獎項                         | 入圍者                                   | 結果 |
| ---- | -------------- | ---------------------------- | ---------------------------------------- | ---- |
| 2014 | 人民選擇獎     | 最喜愛喜劇類電視女演員獎     | 柔伊·黛絲香奈                            | 提名 |
| 2014 | 金球獎         | 最佳電視女演員－音樂及喜劇類 | 柔伊·黛絲香奈                            | 提名 |
| 2014 | 青少年選擇獎   | 電視選擇獎－喜劇類影集       | 電視選擇獎－喜劇類影集                   | 提名 |
| 2014 | 女性形象網路獎 | 最佳喜劇類影集               | 最佳喜劇類影集                           | 獲獎 |
| 2014 | 女性形象網路獎 | 喜劇類影集最佳女演員獎       | 柔伊·黛絲香奈                            | 提名 |
| 2014 | 女性形象網路獎 | 最佳電視女性編劇獎           | 伊莉莎白·梅莉薇瑟、凱·卡農（集數：書子） | 獲獎 |

## 外部連結
- 官方网站（英文）
- 《《俏妞報到》》各集列表 来自互联网电影数据库